# Kim Ok-cheol
Pour les articles homonymes, voir Kim.
Dans ce nom coréen, le nom de famille, Kim, précède le nom personnel.
Kim Ok-cheol (né le 16 novembre 1994) est un coureur cycliste sud-coréen. Durant sa carrière, il participe à des compétitions sur route et sur piste.

## Palmarès sur route

### Par année
- 2015
  - 2e du championnat de Corée du Sud sur route
- 2016
  - 6e étape du Tour de Thaïlande
  - 2e étape du Tour de Fuzhou
- 2017
  - 3e du championnat de Corée du Sud sur route

### Classements mondiaux
| Année         | 2015 | 2016 | 2017 |
| ------------- | ---- | ---- | ---- |
| UCI Asia Tour | 52e  | 84e  | 77e  |

## Palmarès sur piste

### Championnats d'Asie
- Izu 2016
  -  Médaillé de bronze de la poursuite par équipes
- New Dehli 2017
  -  Médaillé d'argent de la poursuite par équipes
  -  Médaillé de bronze de l'omnium
- Nilai 2018
  -  Médaillé d'argent de la poursuite par équipes
  -  Médaillé de bronze de l'américaine
- Jakarta 2019
  -  Champion d'Asie de poursuite par équipes (avec Im Jae-yeon, Min Kyeong-ho et Shin Don-gin)
  -  Champion d'Asie de l'américaine (avec Im Jae-yeon)

### Championnats nationaux
- 2015
  -  Champion de Corée du Sud de poursuite par équipes (avec Lee Ki-suk, Park Sang-hong et Jung Ha-jeon)
  - 3e du championnat de Corée du Sud de scratch
- 2019
  - 2e du championnat de Corée du Sud de l'américaine
  - 3e du championnat de Corée du Sud de poursuite par équipes